# Kontaktor

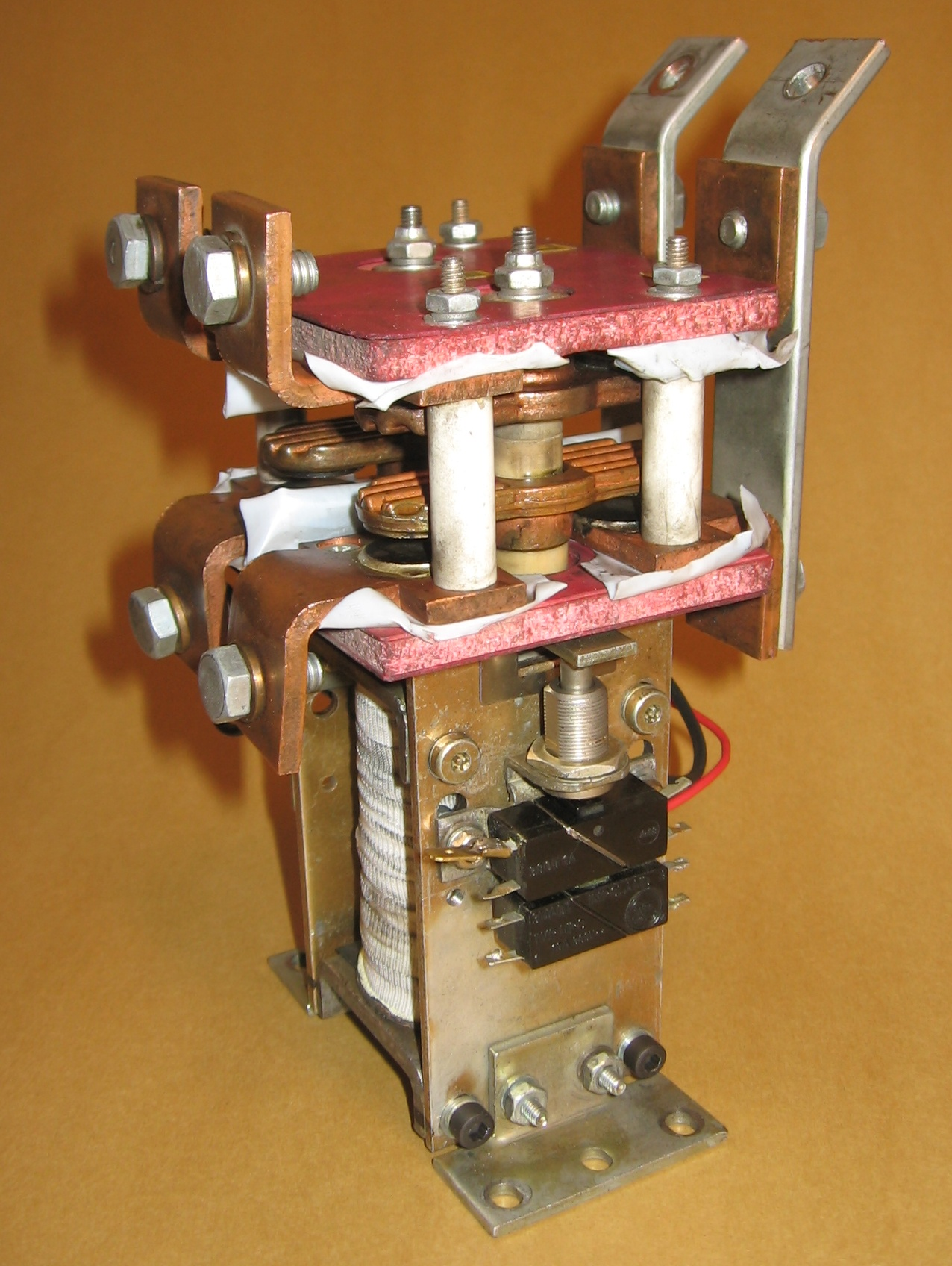
En begagnad kontaktor.

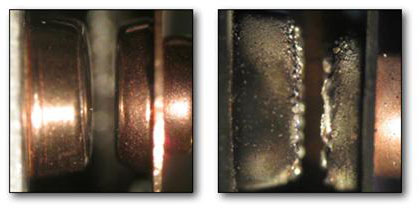
Kontakt i nyskick och i slutet av livslängden, där svetsning och ljusbågar eroderat ytorna.

En kontaktor fungerar likt ett relä, men är mer lämpligt för att styra starkare elektriska strömmar. Detta sker genom grövre kontaktytor som ger högre ledararea i brytaren, och högre kraft i aktiveringen vilket minskar slitage och förebygger sammansvetsning av kontakterna. Kontaktorn manövreras av en styrspänning som antingen bryter eller sluter kretsen.
I kontaktorer för AC finns tre slutande kontakter avsedda för trefasanslutning, dessa är märkta 1-2, 3-4 och 5-6. Ovansidans 1, 3 och 5 är också ofta märkta med L1, L2 och L3. Undersidans 2, 4 och 6 kan då vara märkta med T1, T2 och T3. På en kontaktor finns dessutom ett antal kontakter avsedda för den styrande kretsen, t.ex. hållkrets, förregling och driftindikering. Kontaktorns anslutning är märkta med A1 där styrkretsen ansluts och A2 där neutral ansluts.
I kontaktorer för likström finns oftast en slutande kontakt avsedd för positiv eller negativ pol. En vanlig systemkonstruktion är att installera en kontaktor för plus och en för minus. Likströmskontaktorer har en robustare konstruktion eftersom det är svårare att bryta likström jämfört med växelström.
De flesta kontaktorer kan kompletteras med tillbehör beroende på vilken funktion den ska ha. Det kan vara t.ex. termiska överlastreläer, tiddon, förreglingar, hjälpkontaktblock eller störningsskydd.

## Märkström (belastningsförmåga) och driftkategori
En kontaktors märkström (belastningsförmåga) påverkas av vilken typ av belastning som ska anslutas och hur belastningen ska styras. För att bedöma en kontaktors belastningsförmåga bestämmer man därför vilken driftkategori som ska anslutas.

### Driftkategorier[1]
Växelström
- AC-1 Resistiv eller svagt induktiv last.
- AC-2 Start av släpringade motorer, reversering och motorströms bromsning. Stjärntriangelstart.
- AC-3 Direktstart av kortslutna motorer, urkoppling under drift. Stjärntriangelstart.
- AC-4 Direktstart av kortslutna motorer, reversering, motorströmsbromsning och joggning.
- AC-5a Koppling av gasurladdningslampor
- AC-5b Koppling av glödlampor
- AC-6a Koppling av transformatorer
- AC-6b Koppling av kondensatorbank
- AC-7a Svagt induktiva laster som hushållsapparater och liknande
- AC-7b Motorlaster för hushållsändamål
- AC-15 Koppling av manöverapparater, kontaktorer, ventiler etc.
- AC-20 Tillslag och frånslag utan last.
- AC-21A Koppling av resistiv last och måttlig överlast.
- AC-22A Koppling av blandad resistiv och svagt induktiv last, inklusive måttlig överlast.
- AC-23A Koppling med hög frekvens av motorer eller andra högt induktiva laster (urvalskriterier för huvudbrytare).

Likström
- DC-1 Resistiva eller svagt induktiva kretsar.
- DC-2 Shuntmotorer. Tillslag av startström och frånslag av driftström.
- DC-3 Shuntmotorer. Tillslag och frånslag av startström. Framryckning, reversering och motorströmsbromsning.
- DC-4 Seriemotorer. Tillslag av startström och frånslag av driftström.
- DC-5 Seriemotorer. Tillslag och frånslag av startström. Framryckning, reversering och motorströmsbromsning.
- DC-20 Tillslag och frånslag utan last.
- DC-21 Koppling av resistiv last innehållande viss överlast.
- DC-22 Koppling av resistiv och induktiv last innehållande viss överlast.
- DC-23 Koppling av induktiv last.